# Рафаел Переира да Силва
Рафаел Переира да Силва познатији као само Рафаел или Рафаел да Силва, бразилски је  фудбалер који игра на позицији десног бека у одбрани и тренутно наступа за Истанбул Башакшехир. За репрезентацију Бразила наступао је два пута.
Има брата близанца Фабија, који такође игра фудбал.

## Трофеји
Манчестер јунајтед
- Премијер лига: 2008/09, 2010/11, 2012/13.
- Енглески Лига куп: 2009/10.
- ФА Комјунити шилд: 2008, 2011, 2013.
- Светско клупско првенство: 2008.

Бразил
- Летње олимпијске игре: сребрна медаља 2012.